# Balduin Dahl
Christian Florus Balduin Dahl, född 6 oktober 1834, död 3 juni 1891, var en dansk dirigent och kompositör.
Dahl blev 1872 Hans Christian Lumbyes efterträdare som dirigent i Tivolis konsertsal och under många år en i danskt musikliv synnerligen populär gestalt. Dahl komponerade omkring 150 dansmelodier.

## Utmärkelser
- Fortjänstmedaljen i silver,  1870[1]
- Riddare av Dannebrogorden,  1884[1]

[Redigera Wikidata]